# Anna van Rijn

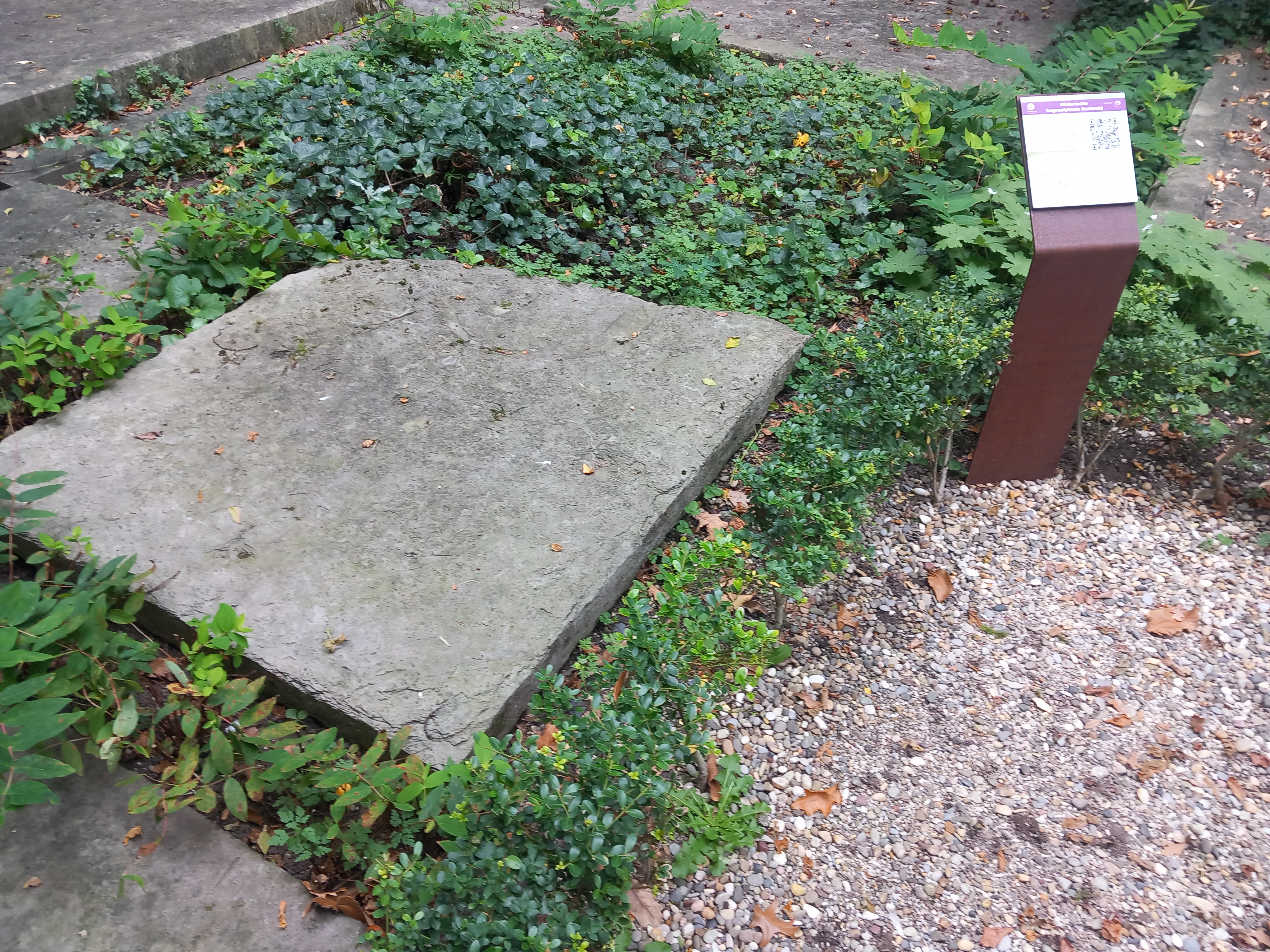
Familiegraf van de familie van Rijn op de begraafplaats Kerkveld te Nieuwegein.

Johanna van Rijn van Jutphaes, vooral bekend als Anna van Rijn, (ca. 1512 – ca. 1607) was een stichteres van een armenfundatie en dorpsschool.

## Activiteiten
Anna van Rijn is bekend door haar inzet voor armen in Jutphaas. In 1595 legde zij in een fundatiebrief vast dat twaalf armen, onder voorwaarde dat zij niet bedelden en een gebed deden voor de stichteres, elke zondag zes stuivers uitbetaald kregen. Na haar dood zagen twee katholieke pastoors erop toe dat deze armenzorg volgens afspraak werd voortgezet.
Anna van Rijn liet in 1603 vijf éénkamerwoningen bouwen voor hulpbehoevende, vijftigplus inwoners van Jutphaas. Deze éénkamerwoningen waren zogenaamde 'Godskameren'. In 1604 maakte Anna van Rijn het mogelijk dat een schoolmeester onderdak kreeg in een van de Godskameren en dat deze schoolmeester les gaf aan arme kinderen. Anna van Rijn betaalde de schoolmeester een jaartractement van 25 gulden om kinderen uit behoeftige gezinnen uit Jutphaas gratis les te geven. Kinderen van niet behoeftige gezinnen konden ook les volgen van de schoolmeester. De ouders van deze kinderen betaalden wél schoolgeld: enkele stuivers per maand. De kinderen volgden les in een getimmerde loods naast het schoolmeestershuisje.
In haar laatste testament (1607) heeft Anna van Rijn nogmaals haar liefdadigheidsinitiatieven laten beschrijven. Ondersteuning van de armen door uitdelen van geld, kleding en turf, de wekelijkse uitbetaling aan de twaalf armen en het onderhoud van de Godskameren werden in dit testament vastgelegd.

## Herinnering
In 1994 werd in Nieuwegein een middelbare school naar haar vernoemd, het Anna van Rijn college. Sinds 1994 heeft de school ter herinnering aan Anna van Rijn een aantal malen een Anna van Rijnlezing georganiseerd. Gemeente Nieuwegein heeft een onderscheiding naar haar vernoemd. De Anna van Rijn penning wordt uitgereikt aan mensen die zich geruime tijd op sociaal, cultureel, kerkelijk of sportief gebied op buitengewone wijze en vrijwillig in hebben gezet.
- Biografisch Portaal: 23003821
- Gemeinsame Normdatei: 138981639
- Virtual International Authority File: 95584395